# David Davis (calciatore)
David Lowell Davis (Smethwick, 20 febbraio 1991) è un calciatore inglese, centrocampista dei Kidderminster.

## Palmarès

### Club

#### Competizioni nazionali
- Football League One: 1

Wolverhampton: 2013-2014